# 하나조노촌 (와카야마현)
하나조노촌(花園村)은 와카야마현 나가군에 설치되었던 촌이다.
2005년 10월 1일에 가쓰라기정에 편입해 자치체로서는 소멸하였다. 편입 합병 후 하나조노촌 지역은 가쓰라기정 오아자 하나조노 ○○로 지명이 남아 있다.

## 지리
와카야마 현 북동부, 나라 현과의 현 경계에 위치했다. 아리타강의 동서로 흐르고 있고 아리타강을 따라 국도 480호가 지나고 있었다.

## 역사
- 1889년 4월 1일 - 정촌제 시행과 함께 현재의 촌역인 하나조노촌이 성립하였다.
- 1953년 7월 17일・18일 - 와카야마현 기슈 대홍수로 인한 산사태와 홍수가 발생해 취락이 괴멸하는 등 큰 피해를 입었다.
- 2005년 10월 1일 - 가쓰라기정에 편입되었다. 동일 하나조노촌은 폐지되었다.

## 행정
하나조노촌으로서 마지막 촌장은 기타우라 료조

## 교통

### 도로
- 국도 제371호선 (일본)(일본어판) (다카노 류진 스카이라인)
- 국도 제480호선 (일본)(일본어판)